# László Beöthy

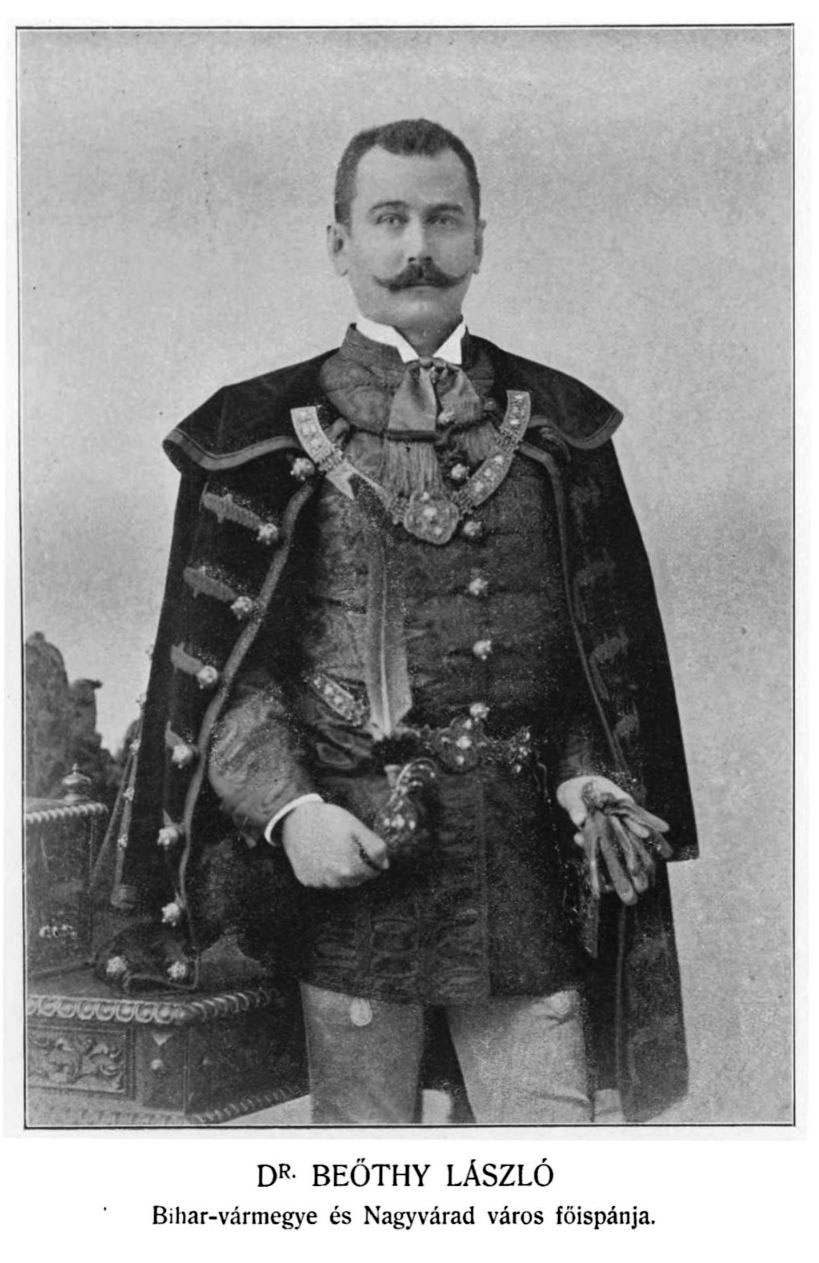
László Beöthy als Obergespan (1902).

László Beöthy von Bessenye und Örvend (auch Beőthy, * 4. Juni 1860 in Hencida, Komitat Bihar; † 28. Oktober 1943 in Budapest) war ein ungarischer Politiker und Minister.

## Leben
László Beöthy studierte Jura in Budapest, Berlin und Wien und wurde 1886 Vizenotar des Komitats Bihar. 1890 wurde er als Mitglied der Liberalen Partei (Szabadelvű Párt) Reichstagsabgeordneter für den Wahlkreis Élesd im Komitat Bihar. Drei Jahre später wurde er Obergespan des Komitats Bihar und der Stadt Nagyvárad. Nach seinem Rücktritt 1905 infolgedessen von István Tisza als Ministerpräsident verlieh ihm König Franz Joseph I. in Anerkennung seiner Leistungen den Leopold-Orden. 1910 wurde er erneut, auf Bitte István Tiszas, Reichstagsabgeordneter der Nationalen Partei der Arbeit (Nemzeti Munkapárt) für den Wahlkreis Hosszúpályi im Komitat Bihar. Im nächsten Jahr wurde er in dessen Kabinett Handelsminister und übte dieses Amt bis 1913 aus. Nach dem Zerfall Österreich-Ungarns und der Asternrevolution zog sich Beöthy aus dem politischen Leben zurück. 1927 wurde er Mitglied des Oberhauses (felsőház) und später dessen Vizepräsident.